# 2000年夏季奥林匹克运动会格林纳达代表团
2000年夏季奥林匹克运动会格林纳达代表团是格林纳达派出的2000年夏季奥林匹克运动会代表团。